# Montberaud
Montberaud és un municipi francès situat al departament de l'Alta Garona i la regió d'Occitània.